# オブ・マイス・アンド・メン
オブ・マイス・アンド・メン（Of Mice & Men）は、アメリカ合衆国出身のメタルコアバンド。
エレクトロニコアバンド「アタック・アタック!」のボーカリスト オースティン・カーライルが、同バンド脱退後に中心となって結成。バンド名の由来は、ジョン・スタインベックの小説『Of Mice and Men（邦題:二十日鼠と人間)』から。

## メンバー
※2019年9月時点 

### 現ラインナップ
- アーロン・ポーリー (Aaron Pauley) - ヴォーカル/ベース (2012- )
加入前はポストハードコアバンド、ジェイミーズ・エルスウェアのヴォーカルとして活動していた。
- フィル・マナンサラ (Phil Manansala) - ギター (2009- )
- アラン・アッシュビー (Alan Ashby) - ギター/ベース (2011- )
使用機材はESP・AA-600等。
- ヴァレンティノ・アルティガ (David Valentino Arteaga) - ドラムス (2009- )

サポート
- ラード・スダニ (Raad Soudani) - ベース (2019- )

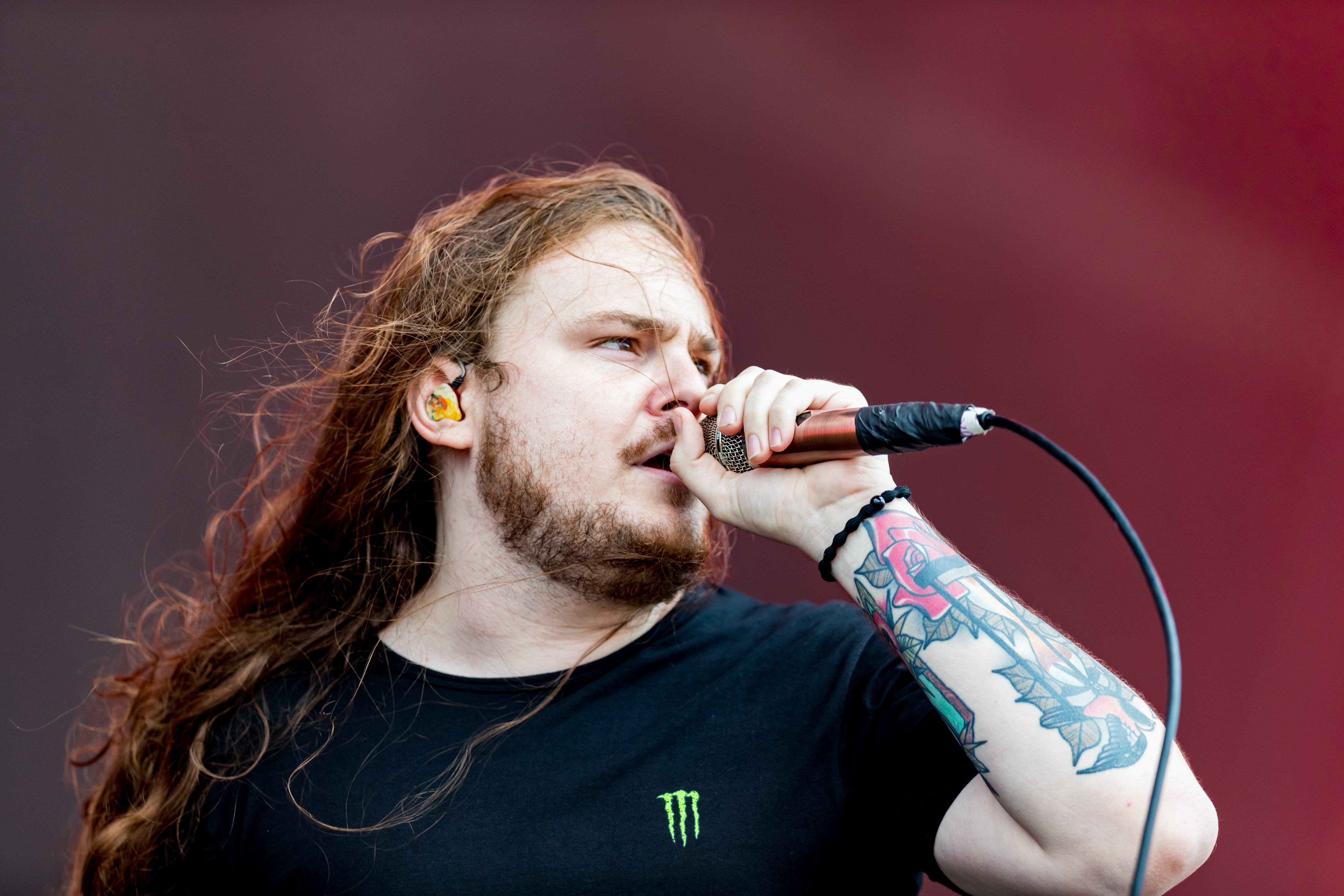
アーロン・ポーリー(Vo) 2019年
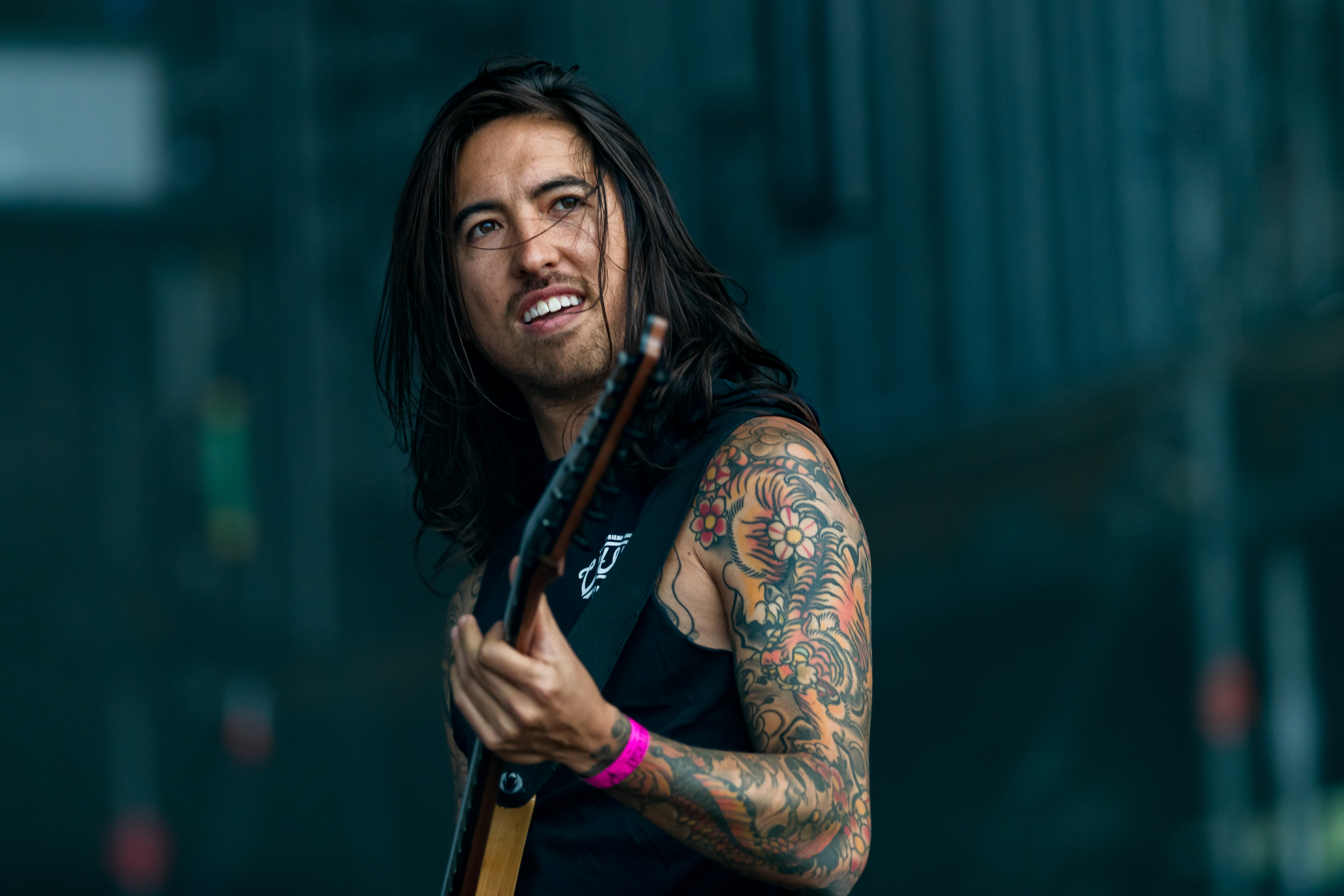
フィル・マナンサラ(G) 2019年
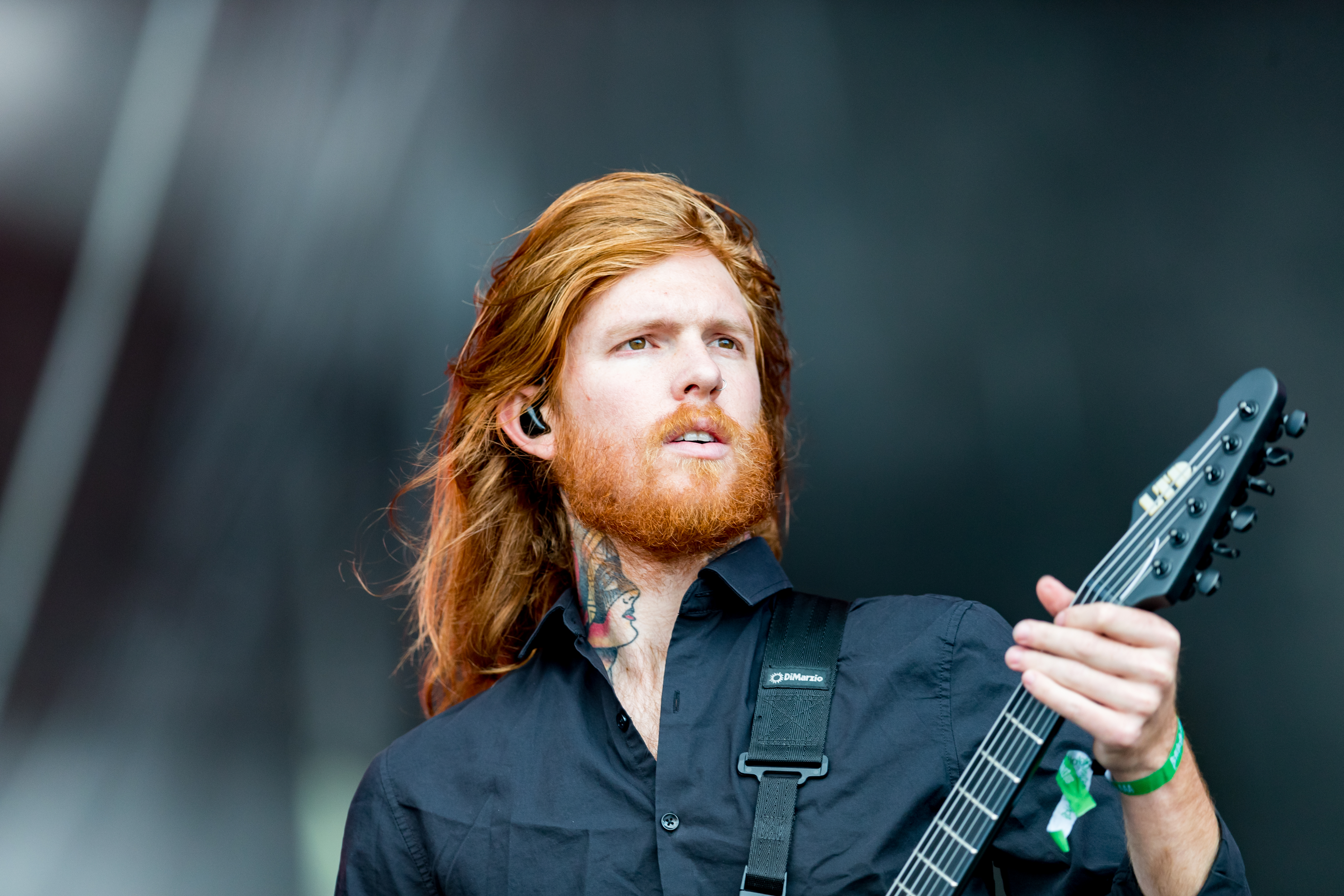
アラン・アッシュビー(G) 2019年
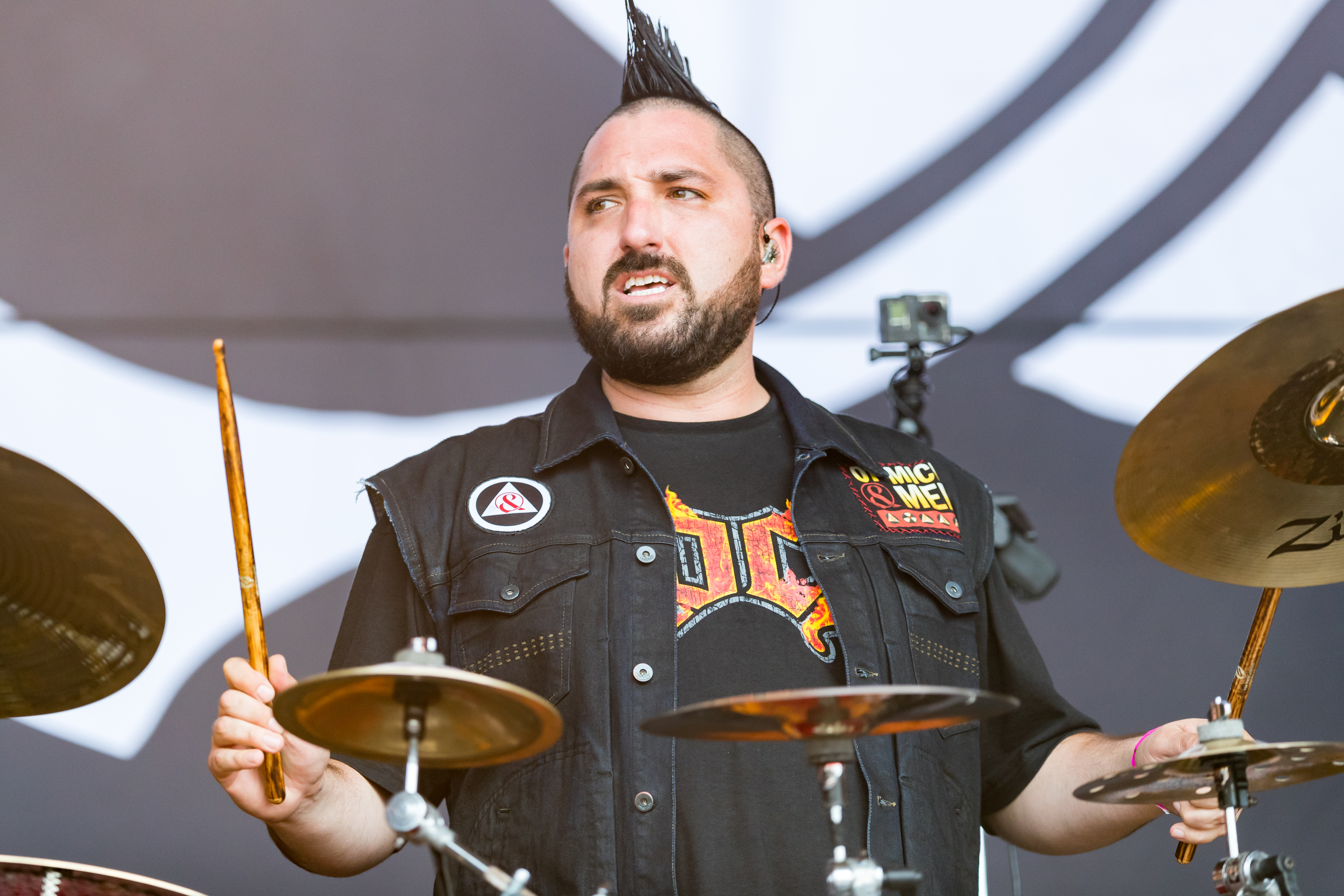
ヴァレンティノ・アルティガ(Ds) 2019年

### 旧メンバー

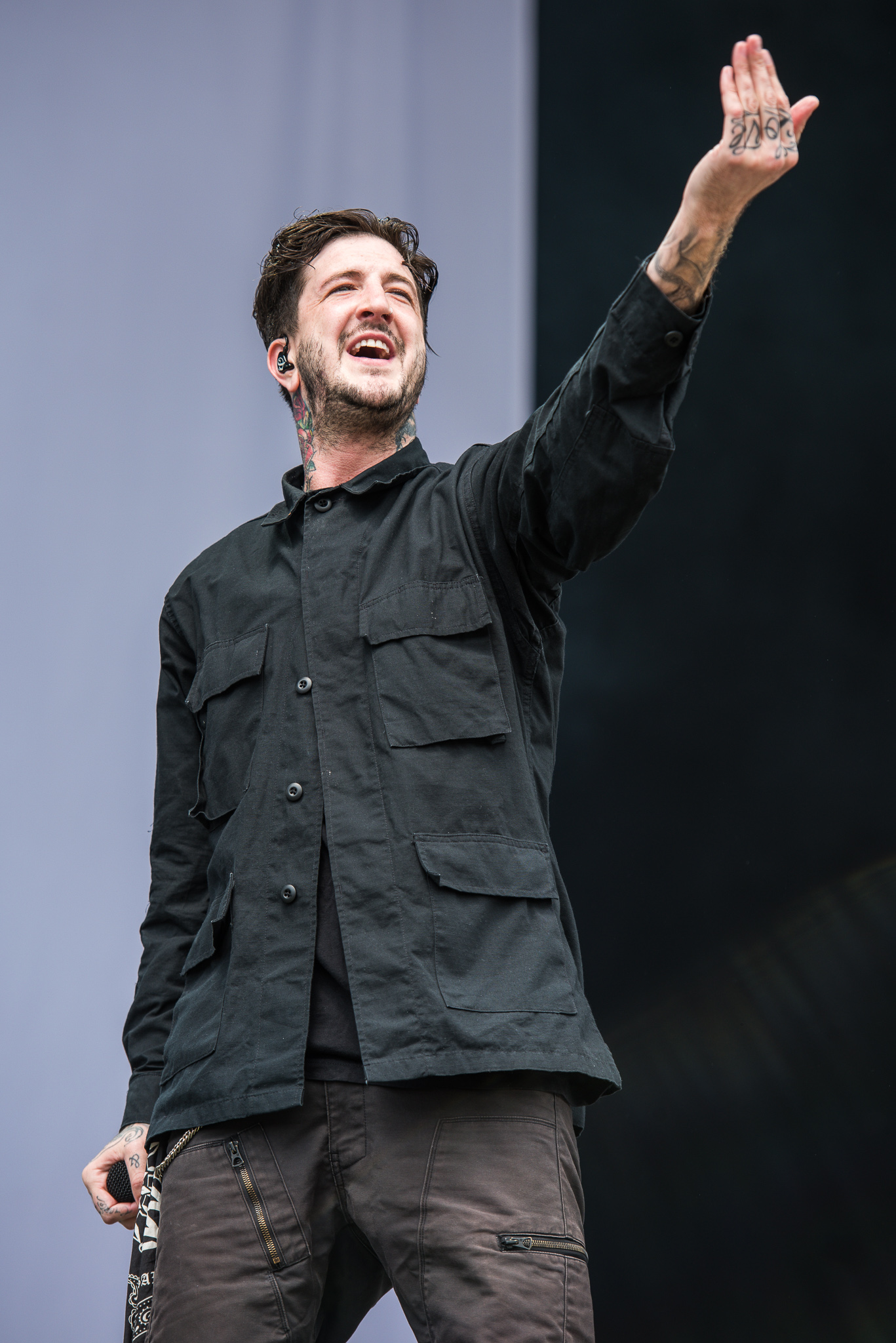
創設者オースティン・カーライル(Ex-Vo) 2016年

- オースティン・カーライル (Austin Carlile) - ヴォーカル (2009-2010, 2011-2016)
病気療養(マルファン症候群)のため2016年12月に脱退[2]。
- ジャクシン・ホール (Jaxin Hall) - ベース (2009-2010)
- シェイリー・ブーゲット (shayley bourget) - ヴォーカル/ベース/リズムギター (2009-2012)
- ジョン・キンツ (Jon Kintz) - リズムギター (2009)
- ジェリー・ローシュ (Jerry Roush) - ヴォーカル (2010-2011)
- デーン・ポッピン (Dane Poppin) - ベース (2010-2011)

## ディスコグラフィー

### アルバム
| 発売日        | アルバムのタイトル | 販売レーベル | 全米ビルボードアルバムチャート最高位 | (出典) |
| 2010年3月9日  | Of Mice & Men      | ライズ       | 115位                                |        |
| 2011年6月14日 | The Flood          | ライズ       | 28位                                 | [ 3 ]  |
| 2014年1月28日 | Restoring Force    | ライズ       | 4位                                  | [ 4 ]  |
| 2016年9月9日  | Cold World         | ライズ       | 20位                                 | [ 5 ]  |
| 2018年1月19日 | Defy               | ライズ       | 48位                                 | [ 6 ]  |
| 2019年9月27日 | Earthandsky        | ライズ       |                                      | [ 7 ]  |